# Beauregard-Baret
Beauregard-Baret är en kommun i departementet Drôme i regionen Auvergne-Rhône-Alpes i sydöstra Frankrike. Kommunen ligger i kantonen Bourg-de-Péage som tillhör arrondissementet Valence. År 2022 hade Beauregard-Baret 902 invånare.

## Befolkningsutveckling
Antalet invånare i kommunen Beauregard-Baret
Referens:INSEE